# María del Pilar Sanchis
María del Pilar Sanchis Cortés es una historietista española (Zumarraga, 1938). 

## Biografía
María del Pilar Sanchis se inició como dibujante de cómic en las editoriales Valenciana y Ferma, participando luego en la aventura independiente de Creo con su hermano mayor Alfredo Sanchis Cortés.

## Obra
| Años | Título                               | Guionista | Tipo                              | Publicación |
| ---- | ------------------------------------ | --------- | --------------------------------- | ----------- |
| 1954 | Cuentos Gráficos Infantiles Cascabel |           | Serial                            | Valenciana  |
| 1956 | Lolín                                |           | Serial                            | Ferma       |
| 1958 | Ensueño                              |           | Serial                            | Ferma       |
| 1960 | Diana-Flores de azahar               |           | Serial con Alfredo Sanchis Cortés | Creo        |